# Les Mots croisés
Les Mots croisés est un tableau réalisé par le peintre espagnol Juan Gris en 1925. Cette huile sur toile est une nature morte cubiste qui représente deux poires, un pichet et un verre à pied devant une double page de grilles de mots croisés encore non complétées. Partie de l'ancienne collection privée de Martine et Léon Cligman, l'œuvre est conservée depuis son ouverture en 2021 au musée d'Art moderne de Fontevraud, à Fontevraud-l'Abbaye, dans le Maine-et-Loire, en France.